# Marek Karczewski
Marek Karczewski (ur. 13 listopada 1965 w Sztumie) – ksiądz rzymskokatolicki należący do Diecezji Warmińskiej, a po reformie administracyjnej Kościoła katolickiego w Polsce dokonanej przez papieża Jana Pawła II na podstawie bulli apostolskiej Totus Tuus Poloniae Populus z dnia 25 marca 1992 roku – do Diecezji Elbląskiej, profesor nadzwyczajny Uniwersytetu Warmińsko-Mazurskiego w Olsztynie, doktor habilitowany nauk teologicznych o specjalności teologii biblijnej (Olsztyn 2011), doktor teologii w zakresie teologii biblijnej (Rzym 1999), licencjat nauk biblijnych na Papieskim Instytucie Biblijnym (Rzym 1996).

## Życiorys

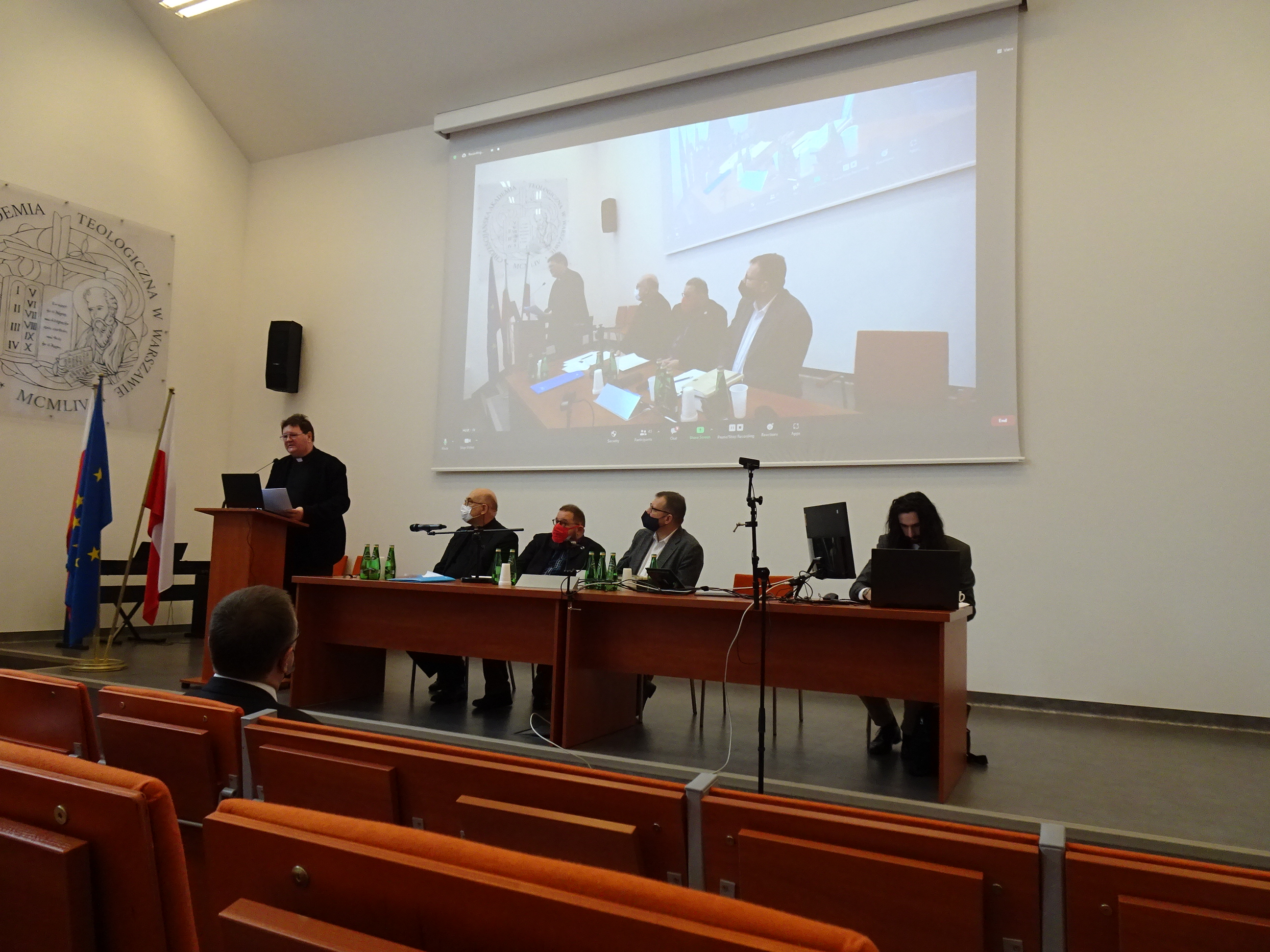
Marek Karczewski na konferencji „Oblicza pentekostalizmu jako chrześcijańskiej tradycji mistycznej” na Chrześcijańskiej Akademii Teologicznej 26 listopada 2021.

Studia filozoficzno-teologiczne ukończył w Wyższym Seminarium Duchownym „Hosianum” w Olsztynie. Święcenia kapłańskie otrzymał dnia 2 czerwca 1990 roku z rąk biskupa warmińskiego Edmunda Piszcza.
W latach 1990–1992 pracował jako wikariusz w parafii św. Brata Alberta w Iławie. W 1992 roku został skierowany na studia biblijne na Papieskim Instytucie Biblijnym w Rzymie, które ukończył w 1996 roku uzyskaniem tytułu licencjata nauk biblijnych (promotor pracy – o. prof. A. Vanhoye SI), zaś w 1999 roku obronił na Papieskim Uniwersytecie Gregoriańskim w Rzymie pracę doktorską napisaną pod kierunkiem o. prof. U. Vanni SI na temat: „L’altro segno (Ap 12,3). La figura del drago in Ap 12,3-17 e le sue implicazioni teologico-bibliche” i uzyskał stopień doktora teologii w zakresie teologii biblijnej.
Po powrocie ze studiów, w 1999 roku Biskup Elbląski dr Andrzej Śliwiński powierzył mu obowiązki notariusza Kurii Diecezjalnej Elbląskiej, a od 2000 roku notariusza Sądu Diecezjalnego i cenzora ksiąg religijnych. W 2001 roku pełnił funkcję dyrektora Pomezańskiego Instytutu Teologii w Elblągu. Od 1999 roku jest członkiem zespołu redakcyjnego „Studiów Elbląskich”. Od 2000 roku jest wykładowcą teologii biblijnej i Pisma Świętego Nowego Testamentu w Wyższym Seminarium Duchownym Diecezji Elbląskiej.
W latach 2000–2011 pracował jako adiunkt w Zakładzie Teologii Biblijnej na Wydziale Teologii Uniwersytetu Warmińsko-Mazurskiego w Olsztynie. Dnia 11 lipca 2011 roku na Wydziale Teologii Uniwersytetu Warmińsko-Mazurskiego w Olsztynie obronił pracę habilitacyjną nt. „Reinterpretacja Księgi Rodzaju w Apokalipsie św. Jana” i uzyskał stopień doktora habilitowanego o specjalności teologia biblijna.
Od 2011 roku pełni funkcję profesora nadzwyczajnego Katedry Teologii Biblijnej Wydziału Teologii Uniwersytetu Warmińsko-Mazurskiego w Olsztynie.

## Publikacje
- „L’altro segno (Ap 12,3). La figura del drago in Ap 12,3-17 e le sue implicazioni teologico-bibliche”, Roma 1999 (monografia)
- „Ap 12 – między oryginalnością a historią idei”, „Studia Elbląskie”, tom II, Elbląg 2000, s. 219–236
- „Midrasz apokaliptyczny (Ap 12,10-12)”, „Studia Elbląskie”, tom III, Elbląg 2001, s. 211–216
- „Dynamika symbolu w Ap 12,3-4a”, „Studia Elbląskie”, tom IV, Elbląg 2002, s. 203–224
- „Wy jesteście naszym listem” (2 Kor 3,2). Urząd i charyzmat biskupa”, red. M. Karczewski, M. Żmudziński, Elbląg 2003 (praca zbiorowa)
- „Pokój jako dar Boga i zadanie człowieka”, w: „Pacem in terris. Dar Boga powierzony ludziom”, red. J. Kumala, Licheń 2003, s. 9–23
- „Aniołowi Kościoła ...napisz”. Koncepcja identyfikacji Anioła Kościoła w Ap 2-3 z urzędem biskupa i jej weryfikacja egzgegetyczno-teologiczna”, w: „Wy jesteście naszym listem” (2 Kor 3,2). Urząd i charyzmat biskupa”, red. M. Karczewski, M. Żmudziński, Elbląg 2003, s. 79–93 (praca zbiorowa)
- J. Lemański, „Pięcioksiąg dzisiaj”, „Studia Biblica” nr 4, Kielce 2002, w: „Studia Elbląskie”, tom V, Elbląg 2003, s. 341–342 (recenzja)
- „Studia teologiczne dla świeckich w Elblągu – spojrzenie ku przyszłości”, w: „Wy jesteście naszym listem...(2 Kor 3,2). Urząd i charyzmat biskupa, red. M. Karczewski, M. Żmudziński, Elbląg 2003, s. 27–30 (sprawozdanie)
- „Przyjmijcie ją w Panu” (Rz 16,2). Kobieta w życiu Kościoła”, red. M. Karczewski, M. Żmudziński, Elbląg 2004 (praca zbiorowa)
- „Adela Yarbro Collins – egzegeta i teolog”, w: „Przyjmijcie ją w Panu” (Rz 16,2). Kobieta w życiu Kościoła”, red. M. Karczewski, M. Żmudziński, Elbląg 2004, s. 49–53 (praca zbiorowa)
- „Chrystus Zmartwychwstały jako pasterz w Ap 7,17", w: „Czynem i prawdą. Księga pamiątkowa na siedemdziesiąte piąte urodziny Księdza Arcybiskupa Warmińskiego Edmunda Piszcza”, red. C. Rogowski, W. Nowak, A. Kopiczko, M. Wojciechowski, Olsztyn 2004, s. 31–38
- „Teologiczna wizja szatana w Ap 12,3-17", „Studia Warmińskie”, tom XLI/XLII, Olsztyn 2004/2005, s. 233–246
- „Gdybym mówił językami...”. Pierwotny kontekst teologiczny Hymnu o miłości (1 Kor 13,1-13)”, „Studia Elbląskie”, tom VII, Elbląg 2006, s. 117–124
- „Wszystko mieli wspólne” (Dz 2,44b). Pierwsi chrześcijanie wobec dóbr materialnych”, „Forum Teologiczne”, tom VII (2006), s. 15–28
- „Prorocy chrześcijańscy w Dziejach Apostolskich”, w: „Bóg jest miłością” (1J 4,16). Studia dla Ks. Prof. J. Kudasiewicza”, red. W. Chrostowski, Warszawa 2006, s. 175–195
- „...aby ją rzeka uniosła” (Ap 12,15b). Znaczenie motywu rzeki w Ap 12,15", w: „Pro animarum salute. Księga Pamiątkowa z okazji urodzin Ks. Prof. T. Rogalewskiego”, red, E. Wiszowaty, Olsztyn 2007, s. 19–27
- „Błogosławieni cisi...”. Ps 36,11 LXX jako tło teologiczne Mt 5,5", „Studia Elbląskie”, tom VIII, Elbląg 2007, s. 91–102
- D. Kotecki, „Duch Święty w zgromadzeniu liturgicznym w świetle Ap”, „Studia i Rozprawy Biblijne” nr 26, Warszawa 2006, s. 539, w: „Studia Elbląskie”, tom VIII, Elbląg 2007, s. 323–325 (recenzja)
- K. Bardski, „Oczyma Gołębicy. Metodologia symboliczno-alegoryczna interpretacji Biblii”, „Warszawskie Studia Teologiczne-Rozprawy Naukowe” nr 3, Warszawa 2007, s. 298, w: „Studia Elbląskie”, tom VIII, Elbląg 2007, s. 319–321 (recenzja)
- Recenzja: [Jan Willem van Henten, „Dragon Myth and Imperial Ideology in Revelation 12-13", w: „The Reality of Apocalypse. Rhetoric and Politics in the Book of Revelation”, red. David L. Barr, Society of Biblical Literature Symposium Series 39, Atlanta 2006, s. 181–203], „Collectanea Theologica”, 2007
- „Któż jest podobny do Bestii...? (Ap 13,4). Struktury władzy między historią i proroctwem w Ap 13", „Śląskie Studia Historyczno-Teologiczne”, 2008, stron 12.
- „Kapłaństwo w Ap 1,4-8", „Christianitas antiqua”, 2007, stron 16.
- „Oddzielanie jako działanie Boga Stwórcy w Rdz 1,1-2,4a”, „Forum Teologiczne”, 2008, stron 12.
- „Prorok Agabos w Dziejach Apostolskich – Biblijne Sympozjum Międzyuczelniane – 14 maja 2008”, Wydział Teologiczny UMK w Toruniu, stron 27.
- „Wytrwałość chrześcijan w Liście do Kościoła w Efezie (Ap 2,1-6)”, Stowarzyszenie Biblistów Polskich, „Księga Pamiątkowa 2008”, stron 16.
- „Reinterpretacja Księgi Rodzaju w Apokalipsie św. Jana”, seria: Biblioteka Wydziału Teologii Uniwersytetu Warmińsko-Mazurskiego, nr 55 (Olsztyn 2010), ISBN 978-83-88125-93-5[2]
- „Rachel opłakuje swoje dzieci…” (Mt 2,18). Męczeństwo dzieci w świetle Mt 2,16–18", w: „Studia Gdańskie”, tom XXVIII (Gdańsk-Oliwa 2011), ISSN 0137-4341, s. 15-22[3]
- „Baranek – Lew z pokolenia Judy. Chrystocentryczna reinterpretacja Rdz 49,9 w Ap 5,5", „Biblica et Patristica Thoruniensia 4 (2011), s. 151–163.
- „Jezioro siarki i ognia”, „Biblica et Patristica Thoruniensia 5 (2012), s. 104–113.
- „Wyjście z Babilonu w świetle Ap 18,4b-5", w: „Patrzmy na Jezusa, który nam w wierze przewodzi. Księga Pamiątkowa dla ks. prof. J. Łacha, red. W. Chrostowski, B. Strzałkowska, Warszawa 2012, s. 238–249.